# Ansitz Gleifheim

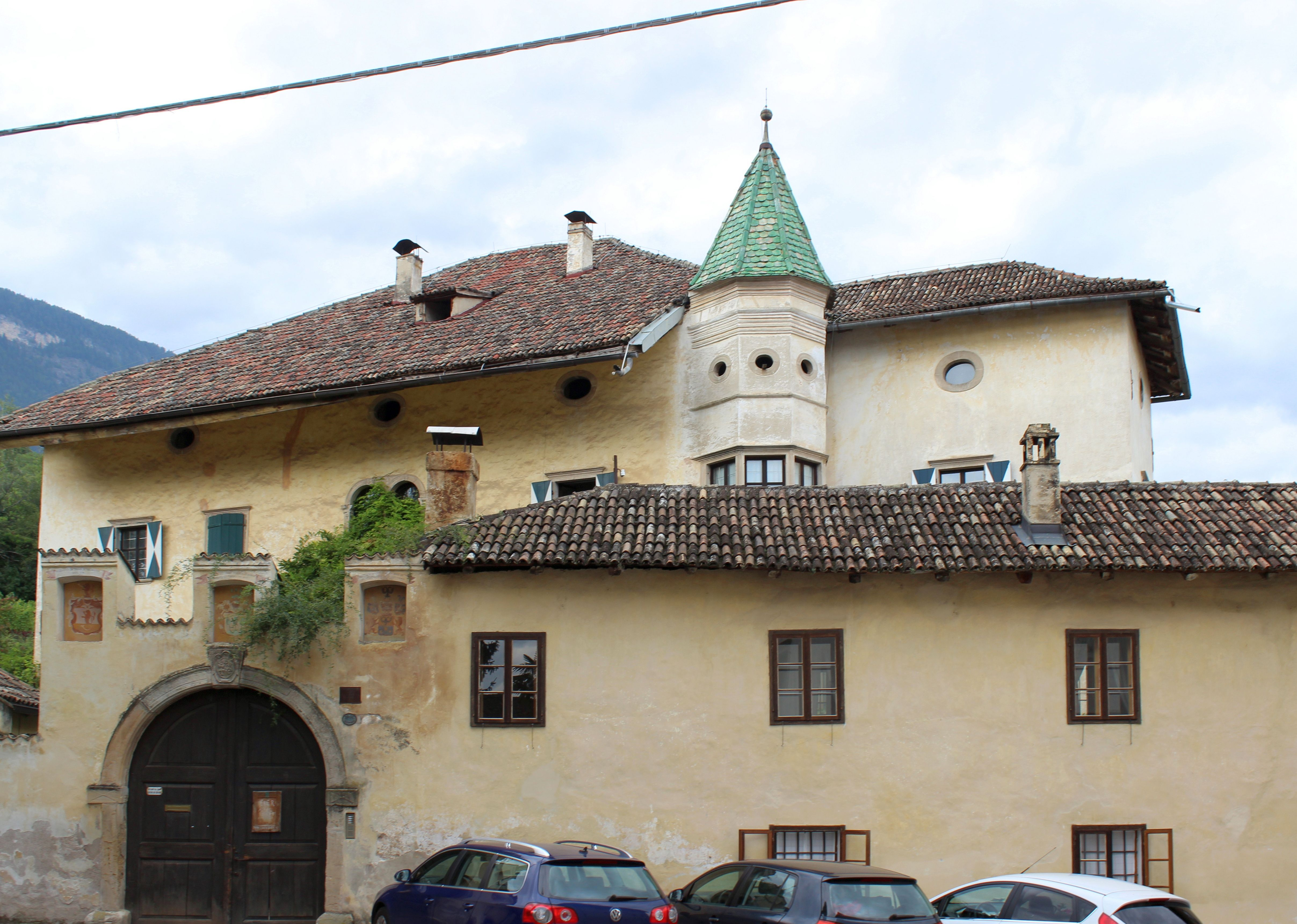
Ansitz Gleifheim

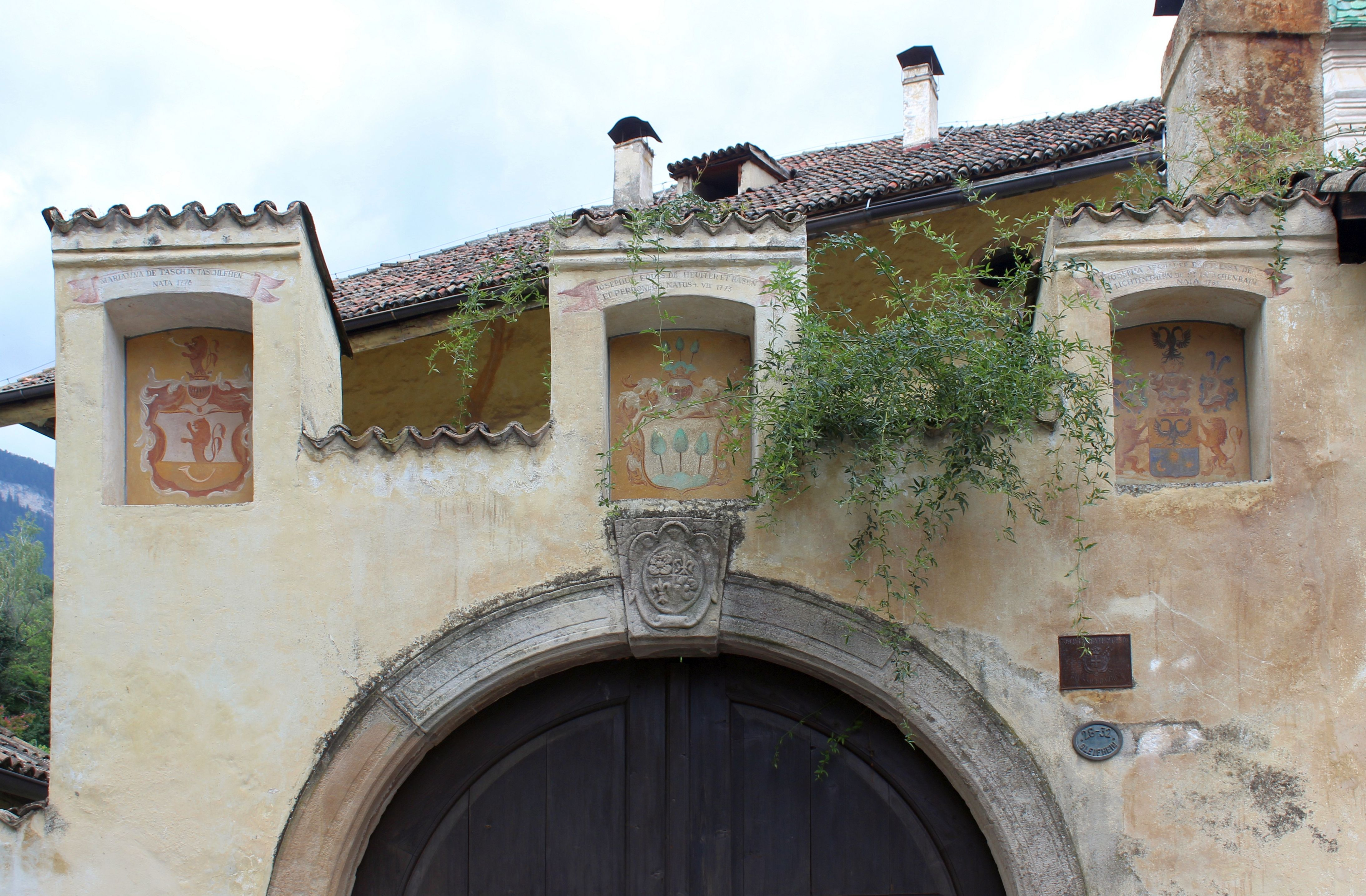
Tor

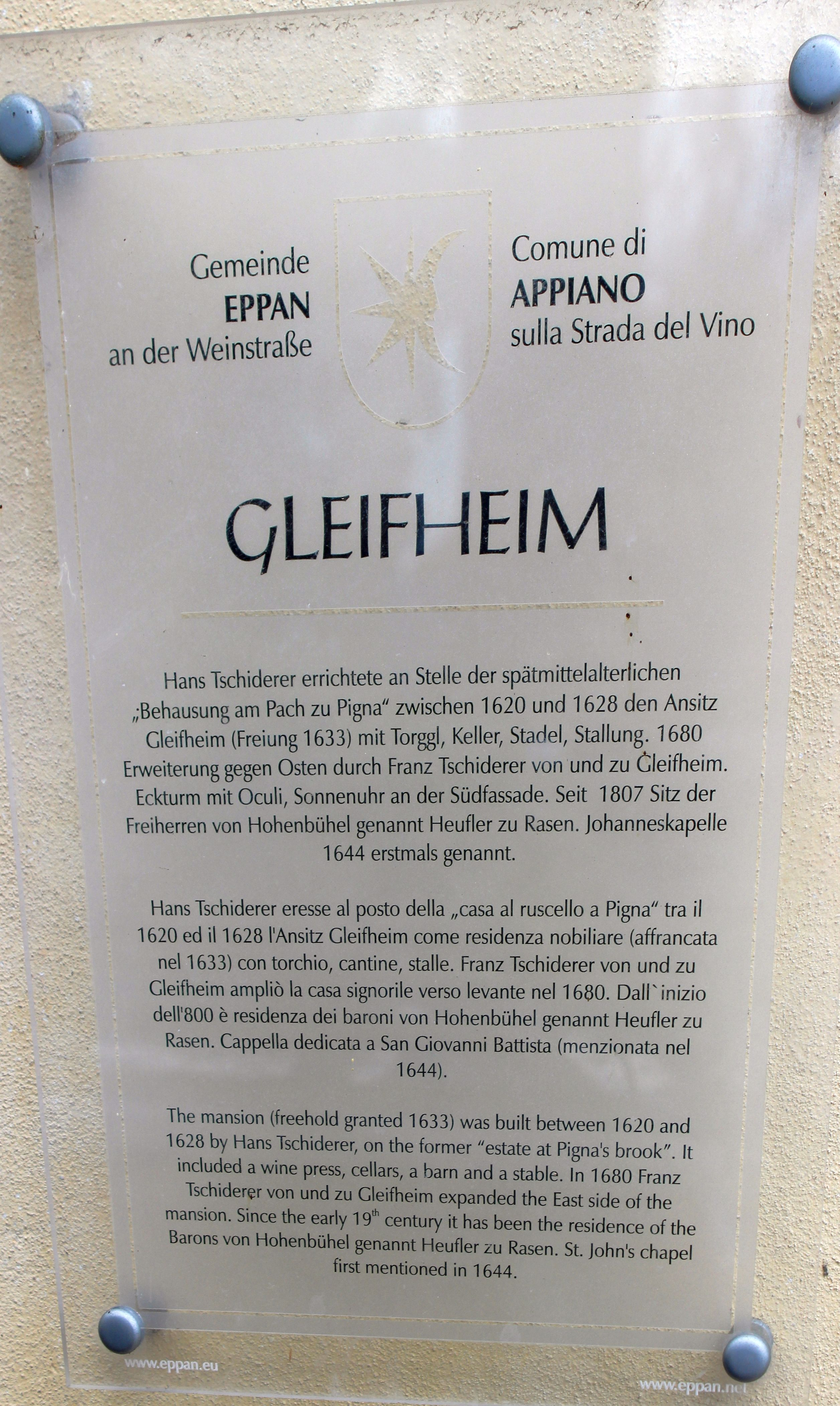
Infotafel

Der Ansitz Gleifheim ist zusammen mit der Hofkapelle St. Johannes der Täufer ein geschütztes Baudenkmal in Pigenò, einem Ortsteil von St. Michael in der Gemeinde Eppan in Südtirol.

## Geschichte
Um 1580 gehörte der Vorgängerbau, ein Weinhof in Pigenò, dem Bürgermeister von Bozen Johann Baptist Glöggl. Seine Tochter Sophia, Witwe des Richters von Altenburg Balthasar Töpsl, vermählte sich mit Johann Tschiderer aus dem Gericht Landeck, der das Anwesen von seinem Schwiegervater übernahm. In den 1620er Jahren baute Tschiderer das mittelalterliche Hofanwesen zu einem Edelsitz um und gab ihm 1633 den Namen Gleifheim, den er und seine Nachkommen auch als Adelsprädikat führten. 1636 verlieh Ferdinand II. den Brüdern Johann, Adam und Christoph Tschiderer das Ritterdiplom nebst einer Wappenvermehrung. Die dem Hl. Johannes dem Täufer geweihte Hofkapelle wurde 1644 erstmals erwähnt. 1680 ließ Franz Tschiderer den Bau erweitern, in dem er das Wohnhaus um ein Stockwerk erhöhte. 1807 kaufte der k. k. Kämmerer und Gerichtspräsident Joseph David Heufler von Rasen, von Philippine Gräfin Spaur den Ansitz, dessen Nachkommen ihn noch heute besitzen. In der Zeit als Tirol unter bayerischer Herrschaft stand, erhielt die Familie am 6. August 1813 mit dem Namen „von Heufler Ritter zu Rasen“ die Aufnahme in die Ritterklasse der Adelsmatrikel des Königreiches Bayern. Erbe wurde Eduard Ritter von Heufler zu Rasen, der 1860 in Gleifheim starb.

## Beschreibung
Bei dem ehemaligen Ansitz handelt es sich um einen einfachen Renaissancebau mit Merkmalen des Überetscher Stils, darunter Doppelbogenfenstern, einer Freitreppe und Eckerkern. Am Hoftor befindet sich ein Wappenstein mit der Jahreszahl 1628 und an der Südseite eine Sonnenuhr. Zu dem Bauensemble gehört die Hofkapelle St. Johannes der Täufer aus der ersten Hälfte des 17. Jahrhunderts, mit einem polygonalen Chorschluss, einem Tonnengewölbe, einem Dachreiter mit Pyramidendach und einer Sakristei.